# PLSCR1
PLSCR1 (англ. Phospholipid scramblase 1) – білок, який кодується однойменним геном, розташованим у людей на короткому плечі 3-ї хромосоми. Довжина поліпептидного ланцюга білка становить 318 амінокислот, а молекулярна маса — 35 049.
| 10         |  | 20         |  | 30         |  | 40         |  | 50         |
| ---------- |  | ---------- |  | ---------- |  | ---------- |  | ---------- |
| MDKQNSQMNA |  | SHPETNLPVG |  | YPPQYPPTAF |  | QGPPGYSGYP |  | GPQVSYPPPP |
| AGHSGPGPAG |  | FPVPNQPVYN |  | QPVYNQPVGA |  | AGVPWMPAPQ |  | PPLNCPPGLE |
| YLSQIDQILI |  | HQQIELLEVL |  | TGFETNNKYE |  | IKNSFGQRVY |  | FAAEDTDCCT |
| RNCCGPSRPF |  | TLRIIDNMGQ |  | EVITLERPLR |  | CSSCCCPCCL |  | QEIEIQAPPG |
| VPIGYVIQTW |  | HPCLPKFTIQ |  | NEKREDVLKI |  | SGPCVVCSCC |  | GDVDFEIKSL |
| DEQCVVGKIS |  | KHWTGILREA |  | FTDADNFGIQ |  | FPLDLDVKMK |  | AVMIGACFLI |
| DFMFFESTGS |  | QEQKSGVW   |  |            |  |            |  |            |

A: Аланін

C: Цистеїн

D: Аспарагінова кислота

E: Глутамінова кислота

F: Фенілаланін

G: Гліцин

H: Гістидин

I: Ізолейцин

K: Лізин

L: Лейцин

M: Метіонін

N: Аспарагін

P: Пролін

Q: Глутамін

R: Аргінін

S: Серин

T: Треонін

V: Валін

W: Триптофан

Кодований геном білок за функцією належить до фосфопротеїнів. 
Задіяний у таких біологічних процесах як антивірусний захист, поліморфізм, альтернативний сплайсинг. 
Білок має сайт для зв'язування з іоном кальцію, ДНК. 
Локалізований у клітинній мембрані, ядрі, мембрані.